# Androsace des Pyrénées
Androsace pyrenaica
Espèce
Statut de conservation UICN

 LC  : Préoccupation mineure
L'Androsace des Pyrénées  (Androsace pyrenaica) est une espèce de plante à fleurs de la famille des Primulacées. C'est une plante vivace endémique des Pyrénées.

## Statut de protection
En France, l'espèce est protégée sur l'ensemble du territoire métropolitain.